# Pascal Smet
Pour les articles homonymes, voir Smet.
Pascal Smet, né le 30 juillet 1967 à Haasdonk, est un homme politique belge membre du parti socialiste flamand Vooruit. Il participe à plusieurs gouvernements bruxellois de 2003 à 2009 et depuis 2014. De 2009 à 2014, il est ministre au sein du gouvernement flamand. Il est, depuis le 18 juillet 2019, secrétaire d'État bruxellois à l'urbanisme. Il démissionne le 18 juin 2023.

## Biographie
Entré en politique vers 20 ans, il a d'abord mené une carrière locale comme conseiller communal à Beveren et comme membre du conseil provincial de Flandre-Orientale. Il a étudié le droit à l'Université d'Anvers. Il élit ensuite domicile à Bruxelles où il devient Commissaire général du Commissariat général aux réfugiés et aux apatrides.
En septembre 2003, désigné par Steve Stevaert, il devient le nouveau secrétaire d'État bruxellois pour le sp.a (parti socialiste flamand), responsable de la Mobilité, des Travaux publics et des Taxis au sein du gouvernement bruxellois.
Pascal Smet siège comme membre du collège de la commission communautaire flamande (VGC), chargé du Sport, de la Culture, de la Jeunesse, des Infrastructures et de la politique d'investissements (coordination).
Jusqu'en juin 2009, il fut ministre du gouvernement de la région de Bruxelles-Capitale (Gouvernement Picqué III), membre du Collège de la Commission communautaire flamande et membre du Collège réuni de la Commission communautaire commune.
C'est pendant cette partie de sa carrière que Pascal Smet s'est fait remarquer en adoptant une position plutôt favorable à l'élargissement de la Région de Bruxelles-Capitale, une des solutions avancées par les francophones aux problèmes de la région. Il est depuis lors devenu plus prudent, puisque comme ministre du gouvernement flamand, il s'en tient au programme de son gouvernement à cet égard.
En 2009, Pascal Smet rend publique son homosexualité lors d'un entretien au magazine flamand Humo lors duquel il souligne qu'en tant que ministre de l'égalité des chances, il se devait d'être clair. Cette déclaration lui vaut de se voir refuser de donner son sang alors qu'il est parrain d'une campagne de don de sang de la Croix-Rouge de Belgique.
À la suite des élections régionales belges de 2009, et la constitution du Picqué IV sans le sp.a, il devient, en juillet 2009, ministre du Gouvernement flamand, chargé de la Jeunesse, de l'enseignement, l'égalité des chances et de Bruxelles.
À la suite des élections régionales de juillet 2014, le sp.a fait à nouveau partie du gouvernement bruxellois et il redevient Ministre de la Mobilité et des Travaux publics en Région de Bruxelles-Capitale avec 609 voix de préférence.
Lors des élections régionales de 2019, il mène la liste one.brussels-sp.a, qui obtient 3 sièges. Il obtient un score personnel de 4 562 voix. Son parti fait partie de la nouvelle majorité menant à la mise en place du gouvernement Vervoort III. La position de son parti ne lui permet pas d'obtenir le titre de ministre. Il devient secrétaire d'État à l'urbanisme. Il démissionne de son poste le 18 juin 2023 à la suite de l'accueil, au Brussels Urban Summit, de représentants russes et iraniens.

## Carrière professionnelle
- 2 octobre 1991 - 1er novembre 1991 : Régie des Postes, détaché au cabinet du Ministre Freddy Willockx
- 1er novembre 1991 - 1er avril 1997 : conseiller-adjoint Commissariat général aux Réfugiés (gestionnaire des dossiers Asie - superviseur Asie - chef de section pays des Balkans)
- 1er avril 1997 - 1er février 1998 : détaché en qualité d'expert en politique d'asile au cabinet du ministre des Affaires intérieures Johan Vande Lanotte
- 1er février 1998 - 1er novembre 1999 : commissaire-adjoint aux Réfugiés et Apatrides
- 1er novembre 1999 - 1er janvier 2001 : chef de cabinet-adjoint du Ministre de l'Intérieur, Antoine Duquesne - Président de la Task Force Immigratie, établi par le gouvernement
- 1er janvier 2001 - 15 septembre 2003 : commissaire général aux Réfugiés et Apatrides
- 1er septembre 2002 -1er septembre 2003 : président de l'Intergovernmental Consultations on Asylum and Migration
- 15 septembre 2003 - 18 juillet 2004 : secrétaire d'État du Gouvernement de la Région de Bruxelles-Capitale, chargé de la Mobilité, la Fonction publique, la Lutte contre l'incendie et l'Aide médicale urgente et Président du Collège de la Commission communautaire flamande compétent pour la culture, le sport, la coordination des médias et la fonction publique
- 19 juillet 2004 - 6 juillet 2009 : ministre du Gouvernement de la Région de Bruxelles-Capitale et Membre du Collège de la Commission communautaire flamande
- 13 juillet 2009 - 25 juillet 2014 : ministre flamand de la Jeunesse, de l'Enseignement, de l'Égalité des chances et de Bruxelles
- 20 juillet 2014 - 18 juillet 2019 : ministre bruxellois de la Mobilité et des Travaux publics
- 18 juillet 2019 - 18 juin 2023 : secrétaire d'État bruxellois à l'Urbanisme.

## Controverses
En décembre 2017, Pascal Smet, étant ministre bruxellois de la mobilité, provoque une vague de réactions indignées relayées par la presse bruxelloise, à la suite de sa comparaison de la Ville de Bruxelles à une « prostituée » lors d'un interview. Il veut souligner par là, à la fois, son attirance et sa répulsion pour la ville de Bruxelles. Certains réclament sa démission malgré les excuses qu'il a présentées. Il semble que les sanctions n'iront pas jusque là malgré les réactions suscitées au plus haut niveau politique ,,. Il avait déjà tenu publiquement des propos similaires en mars 2017 : « Brussel is een hoer: het is plezier en tristesse terzelfdertijd. Aantrek en afstoting. »
En juin 2023, peu après la libération d'Olivier Vandecasteele et d'autres otages par l'Iran, il est critiqué pour avoir appuyé la demande de visa du maire de Téhéran pour assister au Brussels Urban Summit 2023 à Bruxelles. Quelques jours plus tard, il est également critiqué pour accueillir à ce même sommet bruxellois deux personnalités russes, après avoir assuré que les Russes en seraient exclus en raison de l'invasion de l'Ukraine par la Russie depuis 2022. Il démissionne de ses fonctions le 18 juin et est remplacé par Ans Persoons.

## Décoration
- Commandeur de l'ordre de Léopold (2009)[15]